# Kauf von Offizierspatenten in der British Army
Der Kauf von Offizierspatenten war in der British Army während der längsten Zeit ihres Bestehens üblich. Diese Verfahrensweise wurde 1683 während der Regentschaft Karls II. eingeführt und bis zu ihrer Abschaffung im Zuge der Cardwell-Reformen im Jahre 1871 beibehalten. In dieser Zeit wurden etwa zwei Drittel aller Patente durch Kauf erlangt.

## Vereinigtes Königreich
Nur Patente für Kavallerie- und Infanterieregimenter konnten gekauft werden (und daher nur bis zum Rang eines Colonel (Oberst)). Patente der Royal Engineers (Königliche Pioniere) und der Royal Artillery (Königliche Artillerie) waren den Absolventen eines Lehrgangs an der Königlichen Militärakademie in Woolwich vorbehalten, und weitere Beförderung erfolgte nach Dienstalter. Offiziere, die ihre Patente gekauft hatten, blickten auf diese Offiziere (und auch auf die Armeeoffiziere der Britischen Ostindien-Kompanie) herab, so als wären sie „keine richtigen Gentlemen“. Auch die Royal Navy praktizierte niemals den Verkauf von Offizierspatenten, sondern der Aufstieg in den Offiziersrängen erfolgte nur aufgrund von Leistung oder Dienstalter (so jedenfalls in der Theorie).
Es gab verschiedene Hauptgründe für den Verkauf von Patenten:
- Er erhielt die gesellschaftliche Exklusivität der Offiziersklasse.
- Er diente als eine mögliche Absicherung gegen Autoritätsmissbrauch, grobe Fahrlässigkeit oder Inkompetenz. Die Patente von in Ungnade gefallenen Offizieren konnten von der Krone kassiert werden, d. h. die Patente wurden ohne Rückvergütung eingezogen.
- Er gewährleistete, dass sich die Offiziersklasse hauptsächlich aus Personen zusammensetzte, die ein Interesse an der Aufrechterhaltung des Status quo hatten, wodurch die Wahrscheinlichkeit der Teilnahme von Einheiten der Armee an Revolutionen oder Putschversuchen verringert wurde.
- Er gewährleistete, dass die Offiziere über private Mittel verfügten und kaum an Plünderungen und Brandschatzungen beteiligt waren oder die Soldaten unter ihrem Kommando betrogen, indem sie sich an Armeevorräten bereicherten.
- Er versorgte ehrenhaft ausgeschiedene Offiziere mit einer sofortigen Geldquelle.

Die offiziellen Werte der Patente variierten von Regiment zu Regiment, gewöhnlich im Verhältnis zum öffentlichen Ansehen der verschiedenen Regimenter.
Als Beispiel im Jahr 1837:
| Rang               | entspr.        | Life Guards | Kavallerie | Foot Guards | Infanterie | Abschlag bei Halbsold |
| ------------------ | -------------- | ----------- | ---------- | ----------- | ---------- | --------------------- |
| Cornet/Ensign      | Unterleutnant  | £1260       | £840       | £1200       | £450       | £150                  |
| Lieutenant         | Leutnant       | £1785       | £1190      | £2050       | £700       | £365                  |
| Captain            | Hauptmann      | £3500       | £3225      | £4800       | £1800      | £511                  |
| Major              | Major          | £5350       | £4575      | £8300       | £3200      | £949                  |
| Lieutenant Colonel | Oberstleutnant | £7250       | £6175      | £9000       | £4500      | £1314                 |

Ein Landarbeiter verdiente ungefähr 30 bis 40 Pfund pro Jahr.
Diese Preise wurden nicht aufsummiert. Um ein Offizierspatent zu kaufen, musste ein Offizier nur die Preisdifferenz zwischen seinem momentanen und dem angestrebten Rang bezahlen.
Theoretisch konnte man ein Offizierspatent nur zu seinem offiziellen Wert verkaufen, und es sollte zuerst dem Offizier mit dem nächsthöchsten Dienstalter im selben Regiment angeboten werden. In der Praxis gab es jedoch einen inoffiziellen höheren Preis oder „Regimentswert“, der auch das Doppelte des offiziellen Preises betragen konnte. Begehrte Patente in Regimentern, die gerade in Mode waren, wurden oft in einer unziemlichen Versteigerung an den höchsten Bieter verkauft. Ein eigennütziger Offizier mag sein Patent sicherlich als Rentenversicherung angesehen und die Steigerung seines Wertes gefördert haben. Es war nicht ungewöhnlich für Offiziere, die sich finanziell übernahmen oder in Schulden gerieten, dass sie ihre Patente verkauften, um die Verbindlichkeiten zu begleichen.
Gesellschaftliche Exklusivität wurde nicht allein durch das Geld gewahrt, die Colonels hatten als Regimentskommandeure auch das Recht, jemandem die Erlaubnis für den Kauf eines Offizierspatents zu verweigern, wenn derjenige zwar das nötige Geld, aber nicht den gewünschten gesellschaftlichen Hintergrund hatte – und das taten sie des Öfteren. Das war besonders in den Household und Guards Regimentern der Fall, die von Aristokraten beherrscht wurden. Andererseits war es nicht ungewöhnlich, dass Colonels verdienten rangältesten Unteroffizieren oder Stabsfeldwebeln die nötigen Geldmittel liehen, um Offizierspatente zu kaufen.
Nicht für alle Erst-Patente oder Beförderungen wurde gezahlt. War ein Offizier im Kampf gefallen oder in den Stab berufen worden (normalerweise dadurch, dass er zum Major General befördert wurde), entstand dadurch eine Serie von „nicht-monetären“ freien Posten in seinem Regiment. (Dies konnte auch geschehen, wenn neue Regimenter oder Bataillone geschaffen oder bestehende Strukturen von vorhandenen Einheiten erweitert wurden.) Starben Offiziere jedoch an einer Krankheit oder gingen in Pension (gleich, ob bei vollem oder Halbsold), oder schieden die Offiziere aus dem Dienst aus, dann konnten diese freien Posten verkauft werden. Bevor ein Offizier, der einen „nicht-monetären“ Posten besetzt hatte, sein Patent verkaufen konnte, musste eine gewisse Zeit verstreichen, normalerweise einige Jahre. Wenn z. B. ein Captain zum Major auf einen „nicht-monetären“ Posten befördert wurde und sich gleich danach entschloss, die Armee zu verlassen, erhielt er nur den Gegenwert seines Captainspatents.
Es gab vielfältige Vorschriften, die die erforderliche Mindest-Dienstzeit in einem gegebenen Rang regelten und die Offiziere daran hinderten, ihre Patente zu verkaufen oder zu tauschen, um den aktiven Dienst zu vermeiden. Ausnahmen und Freistellungen davon lagen im Ermessen des Oberbefehlshabers. Im Jahre 1806 kam es zu einem Riesenskandal, als aufgedeckt wurde, dass Mary Anne Clarke, die Mätresse des damaligen Oberbefehlshabers Prince Frederick, Duke of York and Albany, auf eigene Rechnung Offizierspatente verkaufte.
Die möglichen negativen Folgen des Systems wurden durch einschneidende Konflikte, wie die Napoleonischen Kriege gemildert, die schwere Ausfälle in den höheren Rängen nach sich zogen, wodurch viele „nicht-monetäre“ Posten entstanden, und die auch reiche Dilettanten abschreckten, welche kein Interesse an einem Frontkommando hatten. Gleichzeitig wurde dadurch sichergestellt, dass viele Patente nur zu ihrem Nominalwert weitergegeben wurden. Es gab auch die Möglichkeit, verdiente Offiziere zu einem Brevet-Rang zu befördern. Ein Offizier, der in seinem Regiment vielleicht Untergebener oder Captain war, besaß in Bezug auf andere Einheiten oder verbündete Armeen einen höheren (Ehren-)Rang, oder ihm wurde vom Oberbefehlshaber oder vom König in Anerkennung seines verdienstvollen Einsatzes oder einer besonderen Heldentat ein höherer Armee-Rang verliehen. Offiziere, die die Nachricht eines Sieges überbrachten (wie z. B. den Sieg in der Schlacht bei Waterloo), erhielten häufig so eine Beförderung und wurden für diesen Zweck sicherlich von ihrem kommandierenden General speziell ausgesucht.
Die mit dem Kauf von Offizierspatenten verbundenen Missbräuche erreichten in der langen Friedenszeit zwischen den Napoleonischen Kriegen und dem Krimkrieg ihren Höhepunkt, als Lord Cardigan 40.000 Pfund für ein Colonelspatent des Regiments der 11th Hussars zahlte. Auf der Krim wurde offensichtlich, dass das Kaufsystem häufig eine inkompetente militärische Führung zur Folge hatte, wie bei jenen Befehlen, die zur Attacke der Leichten Brigade führten. 1855 wurde eine Untersuchungskommission eingesetzt (die Commission on Purchase), die diese Vorgehensweise in ein sehr schlechtes Licht rückte. Der Kauf von Offizierspatenten wurde schließlich 1871 als Teil der Cardwell-Reformen abgeschafft, die viele Strukturen und Methoden der Army veränderten.
Das starre System der Beförderung nach Dienstalter, welches in der Armee der Britischen Ostindien-Kompanie angewandt wurde, hatte seine eigenen Nachteile, die sichtbar wurden, als nach einer langen Friedenszeit ernsthafte Konflikte ausbrachen, wie z. B. der Erste Sikh-Krieg oder der Indische Aufstand von 1857. Viele ältere Offiziere waren zu betagt oder gebrechlich, um im Feld effektiv zu kommandieren.
Wegen der langen Geltungsdauer dieser Methode, und wegen ihrer besonderen Reputation ist es nicht erstaunlich, dass in praktisch allen Konflikten der British Army die Oberkommandierenden eines oder mehrere ihrer Patente gekauft hatten, z. B.:
- General John Burgoyne, Oberkommandierender in der Schlacht von Saratoga, einem Wendepunkt im Amerikanischen Unabhängigkeitskrieg
- Feldmarschall Arthur Wellesley, 1. Duke of Wellington, Oberkommandierender in der Schlacht bei Waterloo, dem endgültigen Sieg über Napoleon Bonaparte
- General Fitzroy Somerset, 1. Baron Raglan, Oberkommandierender der Britischen Armee im Krimkrieg
- und hier auch Lord Lucan, der Befehlshaber der Kavalleriedivision und Lord Cardigan, der Kommandeur der Leichten Brigade

## Andere europäische Staaten
Offiziersposten waren in den europäischen Staaten bis auf Ausnahmen dem Adel vorbehalten. In der russischen und in der preußischen Armee wurden Offizierspatente allerdings nicht verkauft, der Adel wurde im Gegenteil zum Militärdienst verpflichtet, so in Preußen unter dem Soldatenkönig Friedrich Wilhelm I.
In der französischen Armee wurden Offizierspatente bis zur Französischen Revolution (und damit dem Ende der Monarchie) verkauft. Die veränderte Situation macht das Napoleon zugeschriebene Zitat „Jeder meiner Soldaten trägt den Marschallstab im Tornister.“ deutlich. Möglicherweise lebte die Verfahrensweise in der Grande Armée wieder auf (hauptsächlich bei den Alliierten und in den Satellitenstaaten).
In der österreichischen Armee wurde der Verkauf von Offizierspatenten 1803 abgeschafft. Trotzdem war es legal, dass zwei Offiziere ihren Rang tauschten. Diese Möglichkeit gab es bis zur Mitte des 19. Jahrhunderts.
Die British Army, die dieses System während der meisten Zeit ihrer Geschichte benutzte, war die letzte, die es abschaffte.